# Яйлян, Изабелла
Изабелла Яйлян (род. 4 января 1995) — армянская тяжелоатлетка, выступающая в категории до 55 кг. Бронзовый призёр чемпионата Европы 2023 года. Участница летних Олимпийских игр 2020 года в Токио. 

## Биография
Изабелла Яйлян родилась 4 января 1995 года.

## Карьера
На чемпионате Европы среди молодёжи в 2009 году Яйлян заняла второе место в весовой категории до 48 кг с результатом 136 кг за два подхода.
В 2010 году Изабелла участвовала в квалификационном турнире на юношеские Олимпийские игры в Сингапуре в категории до 53 кг, она подняла 163 кг и заняла второе место.
В 2011 году Яйлян выиграла молодёжный чемпионат Европы и стала пятой на юниорском чемпионате Европы, подняв 170 и 166 кг, соответственно. В том же году она участвовала во взрослом чемпионате мира, где заняла 24-е место с результатом 168 кг (75 + 93).
Яйлян выиграла второй подряд европейский молодёжный чемпионат, а на юниорском поднялась на одну строчку выше в сравнении с прошлогодним результатом.
На чемпионате мира среди юниоров стала четвёртой, а на юниорском в той же возрастной категории завоевала бронзу.
Изабелла Яйлян представляла Армению на чемпионате мира 2014 года, где стала 18-й в категории до 63 кг с результатом 207 кг (97 + 110). В том же году выступала на юниорском чемпионате Европы в весовой категории до 58 кг, где завоевала золото.
На чемпионате Европы 2015 года в Тбилиси стала шестой в категории до 58 кг. Изабелла подняла в рывке 89 кг, а в толчке 109. В том же году она выиграла второй в карьере чемпионат Европы среди юниоров. На чемпионате мира в Хьюстоне выступала в категории до 58 кг и подняла 89 килограммов в рывке и 112 в толчке, став в итоге 14-й.
На чемпионате Европы 2016 года заняла десятое место, подняв в сумме 190 кг. Спустя год она не смогла достичь зачётной попытке в рывке, но участвовала во втором упражнении, толкнув 106 кг.
На чемпионате мира 2018 года в Ашхабаде участвовала в новой весовой категории до 59 кг, подняв 95 кг в рывке и 115 кг в толчке. Это позволило занять ей девятую строчку.
На чемпионате Европы 2019 года в Батуми Яйлян заняла пятое место, подняв в сумме 207 кг, при этом заняла второе место в рывке. На чемпионате мира в Паттайе она подняла на пять килограммов меньше и вновь стала 14-й.
На чемпионате Европы 2021 года в Москве участвовала в весовой категории до 55 кг и заняла второе место в рывке и итоговое четвёртое место с результатом 195 кг.
В Ереване, на чемпионате Европы 2023 года в категории до 55 кг завоевала бронзовую медаль с результатом 196 кг по сумме двух упражнений. В отдельных упражнениях также ей достались две малые бронзовые медали.

## Достижения
Чемпионат Европы
| Результат | Вес      | Год  | Место соревнований | Рывок | Толчок | Общий вес |
| Бронза    | до 55 кг | 2023 | Ереван, Армения    | 87,0  | 109,0  | 196,0     |